# Nertera granadensis
Nertera granadensis là một loài thực vật có hoa trong họ Thiến thảo. Loài này được (Mutis ex L.f.) Druce mô tả khoa học đầu tiên năm 1917.

## Hình ảnh

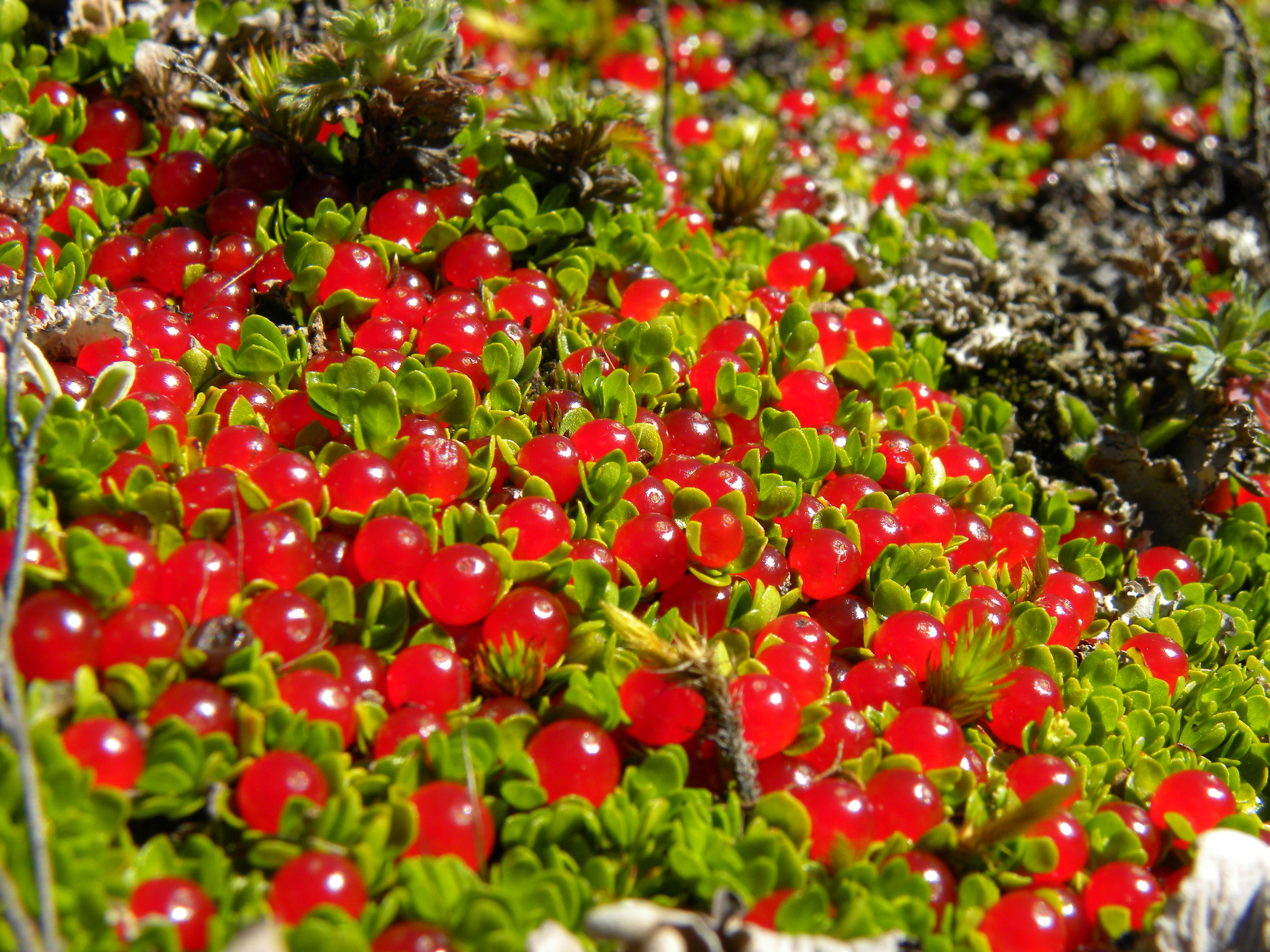
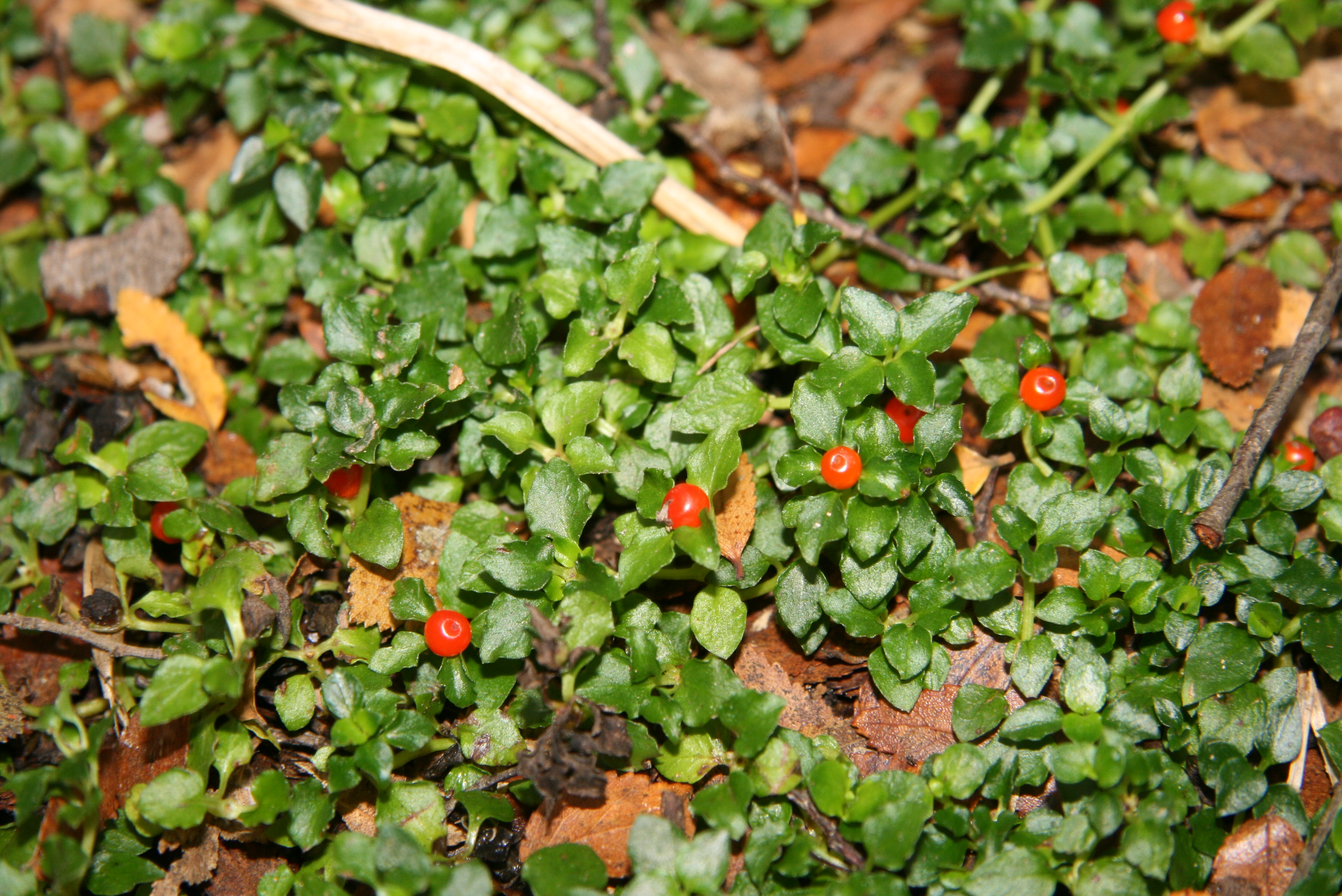
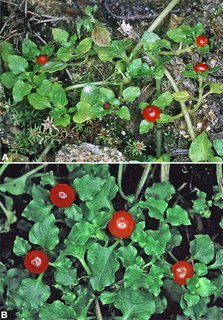
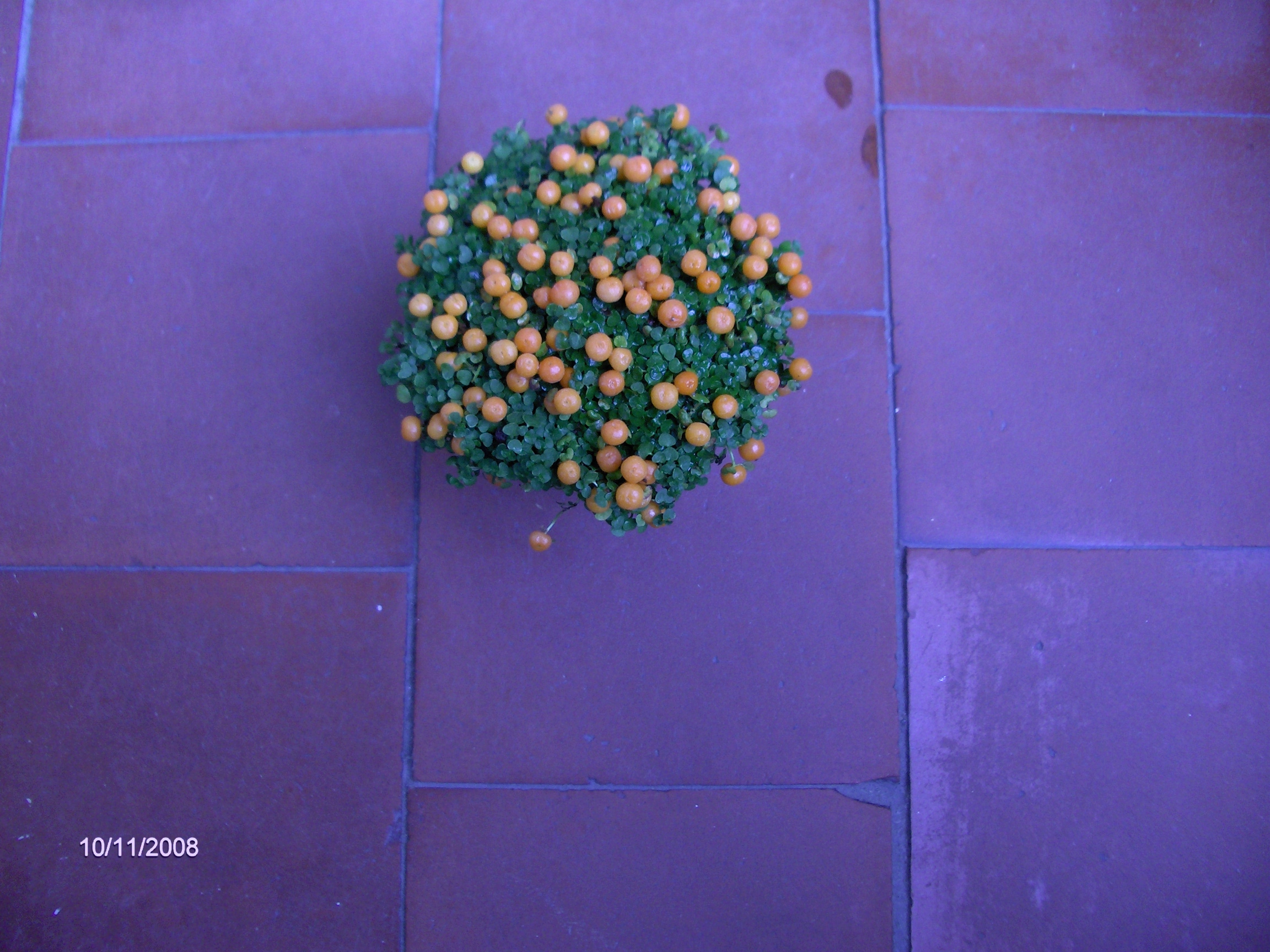